# Konkretum
Als Konkretum (auch Gegenstandswort, Mehrzahl Konkreta) bezeichnet man ein Substantiv und somit ein Nomen, das etwas Gegenständliches bezeichnet, das heißt hier etwas konkret sinnlich Erfahrbares. Der Gegenbegriff ist Abstraktum.
Als Arten (Unterbegriffe) der Konkreta werden genannt: 
- Eigenname (Beispiel: Chomsky, Ostsee);
- Gattungsname (Appellativum) (Beispiel: Mensch; Eisbär);
- Stoffname (Beispiel: Tinte, Metall, Wasser, Milch);
- Sammelname (Kollektivum) (Beispiel: Familie, Laub).